# 尾崎佳奈
尾﨑 佳奈（おざき かな、1995年2月1日 - ）は、福岡県福岡市出身のハンドボール選手。日本ハンドボールリーグのオムロン所属。

## 経歴
東京女子体育大学時代は2016年に全日本学生ハンドボール選手権大会（インカレ）で優秀選手賞を受賞。同年の関東学生ハンドボール・秋季リーグでは優秀選手賞を受賞した。
2017年に日本ハンドボールリーグのオムロンへ加入。

## 詳細情報

### 年度別成績
| 年       | チーム   | 試合 | フィールド 得点 | 率   | 7m  | 合計  | 警告 | 退場 | 失格 |
| -------- | -------- | ---- | --------------- | ---- | --- | ----- | ---- | ---- | ---- |
| 2017-18  | オムロン | 23   | 17/27           | .630 | 0/0 | 17/27 | 1    | 0    | 0    |
| 2018-19  | オムロン | 22   | 13/21           | .619 | 0/0 | 13/21 | 0    | 1    | 0    |
| JHL：2年 | JHL：2年 | 45   | 30/48           | .625 | 0/0 | 30/48 | 1    | 1    | 0    |

### 記録

#### 日本ハンドボールリーグ
- フィールドゴール初得点：2017年9月2日、対大阪ラヴィッツ戦（サンエイワーク住吉スポーツセンター）[4]

### 背番号
- 11 (2017年 - )